# Rotterdam The Hague repülőtér
A Rotterdam The Hague repülőtér (IATA: RTM, ICAO: EHRD) Hollandia egyik nemzetközi repülőtere, amely Rotterdam és Hága közelében található. Éves utasforgalma 2 133 708 fő (2022).

## Futópályák
A repülőtér futópályái:
- 06/24 (2200 m, 45 m, aszfalt)

## Légitársaságok és úticélok
| Légitársaság            | Célállomások |
| ----------------------- | --- |
| Blue Islands            | Szezonális charter: Guernsey, Jersey |
| British Airways         | London–City |
| Corendon Airlines       | Kayseri Szezonális: Antalya, Izmir |
| Corendon Dutch Airlines | Szezonális: Heraklion |
| Pegasus Airlines        | Isztambul–Sabiha Gökçen, Kayseri |
| Royal Air Maroc         | Nador, Tanger |
| Transavia               | Alicante, Barcelona, Edinburgh, Faro, Fez, Gran Canaria, Lisszabon, Málaga, Tenerife–South, Valencia, Bécs Szezonális: Akureyri, Al Hoceima, Almería, Bergerac, Bilbao, Brindisi, Chambéry, Korfu, Dubrovnik, Genf, Girona, Grenoble, Heraklion, Ibiza, Innsbruck, Kayseri, Klagenfurt, Kosz, Lanzarote, Montpellier, Nador, Róma–Fiumicino, Palermo, Palma de Mallorca, Perugia, Pisa, Póla, Salzburg, Split, Tanger, Toulon, Zára Szezonális charter: Rovaniemi, Skellefteå |
| TUI fly Belgium         | Szezonális: Agadir, Al Hoceima, Oujda, Tanger |
| TUI fly Netherlands     | Gran Canaria Szezonális: Antalya, Fuerteventura, Heraklion, Kosz, Lanzarote, Palma de Mallorca, Rodosz, Tenerife–South |

## Forgalom
Az utasforgalom az elmúlt években az alábbi módon változott:
| Utasok száma | 469 487 | 696 612 | 616 823 | 1 010 950 | 986 789 | 1 075 202 | 1 624 877 | 1 643 993 | 2 094 798 | 2 133 708 |
|              | 1997    | 2000    | 2003    | 2005      | 2008    | 2011      | 2014      | 2016      | 2019      | 2022      |